# Museo Locomotion
El Museo Locomotion, anteriormente conocido como "Locomotion the National Railway Museum at Shildon" (Locomoción, el Museo Nacional del Ferrocarril en Shildon), es una institución museística dedicada al transporte ferroviario localizada en la pequeña ciudad de Shildon (Condado de Durham, Inglaterra). El museo cambió de nombre en 2017, cuando pasó a formar parte del Science Museum Group.

## Resumen
El museo fue inaugurado el 22 de octubre de 2004 por el primer ministro y diputado local Tony Blair. Construido con un coste de 11,3 millones de libras esterlinas, se basa en el antiguo "Museo Victoriano del Ferrocarril Timothy Hackworth". Es gestionado en asociación con el Consejo del Condado de  Durham, y se esperaba que atrajera a 60.000 visitantes al año a la pequeña localidad. Sin embargo, solo durante sus primeros seis meses, el museo ya había recibido 94.000 visitas. Locomotion fue preseleccionado como uno de los cinco contendientes finales para el Premio Gulbenkian, el reconocimiento artístico más importante del Reino Unido.
Como parte de los planes para 2025 del Museo Nacional del Ferrocarril, se construirá un segundo edificio destinado a albergar una parte más amplia de la colección ferroviaria. Además, partes del museo original, incluidas las carboneras originales, se restaurarán después de haber quedado en desuso.

## Emplazamiento
El museo está ubicado cerca del taller Soho de Timothy Hackworth, originalmente pertenecientes al primer ferrocarril público del mundo, el Ferrocarril de Stockton y Darlington (inaugurado el 27 de septiembre de 1825 con un tren remolcado por la Locomotion No. 1, que tardó 2 horas en completar el viaje de 12 millas (19,3 km) desde Shildon a Darlington). La ciudad se convertiría en un importante centro para la ingeniería ferroviaria británica gracias a los Talleres Ferroviarios de Shildon, que se cerraron en 1984.
La Estación de Shildon, en la Línea de Tees Valley, fue reconstruida y modernizada como parte del museo y, de hecho, está situada junto al sendero y a la línea férrea de demostración que atraviesa los terrenos del museo. Cuenta con parada de todos los trenes de la línea, operados por Northern.

## Elementos de referencia del museo
El museo está organizado como paradas en la línea férrea de 1 kilómetro (0,6 mi) sobre la que se articula la exposición, con carteles de dirección de la estación y puntos de información en el sendero entre los estacionamientos y el edificio principal de la colección. El museo tiene una plataforma de seis ramales frente al cobertizo principal y otro tramo corto de vía para mostrar las locomotoras de la colección y los trenes visitantes.
El sendero comienza en el edificio de bienvenida del siglo XIX. La antigua locomotora Sans Pareil se exhibió aquí, aunque actualmente se encuentra en el edificio de la colección. El segundo edificio es la casa de Timothy Hackworth, que contiene varias actividades sobre la historia de Shildon. El edificio Soho es una construcción de piedra que fue un taller ferroviario, habiendo sido originalmente una tienda de comerciantes de hierro. La cuarta parada es el antiguo cobertizo de mercancías de la ciudad, que data de cuando la mayoría de las mercancías entrantes y salientes se entregaban al ferrocarril utilizando caballos y carretas. El edificio está construido parcialmente con bloques de durmientes de piedra reciclados, siendo visibles las antiguas ranuras de fijación en sus paredes.
La oficina de paquetes de la estación de tren es la siguiente parada del sendero y en el cruce, visibles a través de las vías, se encuentran los antiguos establos de los primeros vagones tirados por caballos que se unían a la línea. Los cargaderos de carbón eran un punto de repostaje de combustible para las locomotoras de vapor. Los vagones eran arrastrados por una vía subterránea, y el carbón caía a través de tolvas de madera al ténder situado debajo.
A continuación, el sendero pasa por debajo de una calzada. Hay un parque infantil y un área de pícnic fuera del edificio de la Colección. El sendero termina en el edificio más grande del museo, que contiene la sala de exposiciones y un taller de conservación con galería de observación para ver el trabajo realizado por voluntarios que restauran algunas de las piezas de la colección. Otras instalaciones en el edificio incluyen juegos interactivos, una cafetería y una tienda.
|                      |
| La casa de Hackworth |

|                |
| El Taller Soho |

|                         |
| Cobertizo de mercancías |

|                      |
| Cargaderos de carbón |

|                                       |
| Interior del cobertizo de locomotoras |

## Exhibiciones
El museo alberga varios locomotoras de la Colección Nacional, incluida una réplica de la Sans Pareil de Timothy Hackworth. El máquina original, construida para competir en las Pruebas de Rainhill, también está en Shildon. Las pruebas se organizaron para decidir qué locomotora debería operar el ferrocarril de pasajeros entre Liverpool y Mánchester. Después de una ausencia de 175 años de la ciudad, la locomotora volvió a la ciudad y se exhibe en el edificio de la Colección. La locomotora del LNER Clase A4 n.º 4468 "Mallard", que habitualmente permanece en el Museo Nacional del Ferrocarril de York, se exhibió temporalmente en el Locomotion desde junio de 2010 hasta julio de 2011. En 2014, antes de las celebraciones del 75.º aniversario del récord mundial de velocidad de vapor de la Mallard, 8000 visitantes se presentaron para dar la bienvenida a cinco locomotoras hermanas A4, incluidas la N.º 60008 Dwight D Eisenhower y la N.º 60010 Dominion of Canada, que fueron repatriadas desde América del Norte (a esta última, se le hizo una revisión cosmética en el taller de Shildon).
El edificio principal de exposiciones alberga la mayor parte de la colección e incluye los únicos ejemplos de las unidades prototipo APT-E y Deltic. El Museo posee una turbina eólica que proporciona energía a la red de alta tensión y un autobús accionado con biodiésel para transportar a los visitantes.
El NRM recomienda consultar con anticipación si se desea ver una exhibición en particular.
| Clase                                                              | Número (y nombre en su caso) | Librea                             | Imagen | Estado Actual                                     | Notas adicionales                                                                |
| ------------------------------------------------------------------ | ---------------------------- | ---------------------------------- | ------ | ------------------------------------------------- | -------------------------------------------------------------------------------- |
| Hunslet Austerity 0-6-0ST                                          | 3850 Juno                    | Verde                              |        | Exposición estática                               | Minas de hierro de Stewarts & Lloyds, Buckminster.                               |
| SR Clase Battle of Britain                                         | N.º 34051 Winston Churchill  | BR con líneas verdes               |        | Exhibición estática                               | Remolcó el tren fúnebre de Winston Churchill.                                    |
| LMS Clase Stanier 5 4-6-0                                          | 5000                         | LMS con líneas negras              |        | Exhibición estática                               | Primeras cinco de color negro en la clase.                                       |
| Locomotion                                                         | 1 Locomotion                 | Revestimiento de madera            |        | Exhibición estática                               | Originalmente construida para el Ferrocarril de Stockton y Darlington.           |
| Réplica de la Locomotion                                           | 1 Locomotion                 | Revestimiento de madera            |        |                                                   | Se trajo desde el Centro y Museo del Ferrocarril de Darlington en marzo de 2021. |
| NER Clase C1                                                       | 65033                        | BR en negro                        |        | Exhibición estática (a la espera de restauración) |                                                                                  |
| LNER Clase V2                                                      | 4771 Green Arrow             | LNER en verde manzana              |        | Exhibición estática (posible restauración)        |                                                                                  |
| Réplica de la Sans Pareil                                          | Sans Pareil                  | Madera pintada de verde y amarillo |        | Exhibición estática                               |                                                                                  |
| Presentada por Timothy Hackworth a las Pruebas de Rainhill         | Sans Pareil                  | Metal visto                        |        | Exhibición estática                               |                                                                                  |
| LNWR Clase G2                                                      | 49395                        | BR en negro                        |        | Exhibición estática                               |                                                                                  |
| Locomotora de la mina de carbón Hetton                             | Lyon                         | Negro                              |        | Exhibición estática                               |                                                                                  |
| NER Clase M1                                                       | 1621                         | NER en verde manzana               |        | Exhibición estática                               |                                                                                  |
| GNR Clase C1 (caldera larga)                                       | 251                          | GNR en verde manzana               |        | Exhibición estática                               | Trasladada al museo de Doncaster.                                                |
| LSWR Clase 0298 (locomotora con depósito incorporado tipo Beattie) | 30587                        | BR en negro                        |        |                                                   |                                                                                  |
| South African Clase 7A 4-8-0                                       | 390                          | Negro                              |        | Exhibición estática                               | Ancho del Cabo.                                                                  |
| LNWR Clase Improved Precedent                                      | 790 Hardwicke                | LNWR con líneas negras             |        | Exhibición estática                               |                                                                                  |
| Locomotora "sin fuego" Andrew Barclay                              | Imperial n.º 1               | Verde Imperial Paper Mills         |        | Exhibición estática                               |                                                                                  |

| Clase                                                                            | Número (y nombre en su caso) | Librea                         | Imagen | Estado Actual                                   | Notas adicionales |
| -------------------------------------------------------------------------------- | ---------------------------- | ------------------------------ | ------ | ----------------------------------------------- | --- |
| LNER Clase ES1 eléctrica de maniobras                                            | 1                            | NER con líneas verdes          |        | Exhibición estática                             | |
| British Rail Clase 03 de maniobras                                               | D2090 (03090)                | BR en verde                    |        | Operativa.                                      | |
| British Rail Clase 08 de maniobras                                               | 08911 Matey                  | BR en azul, con marcas del NRM |        | Operativa.                                      | |
| English Electric DP1                                                             | DP1 DELTIC                   | Azul con líneas grises         |        | Exhibición estática                             | Prototipo Deltic. |
| British Rail Clase 41 (HST)                                                      | 41001                        | BR en azul y gris invertidos   |        | Exhibición estática (a la espera de inspección) | Prototipo de alta velocidad. |
| British Rail Clase 43 (HST)                                                      | 43102                        | InterCity Swallow (golondrina) |        | Exhibición estática                             | "The Journey Shrinker". Batió un récord mundial de velocidad para tracción diésel. Procedente del Ferrocarril de las Midlands del Este. |
| British Rail Clase 71                                                            | 71001                        | BR Blue                        |        | Exhibición estática (en restauración)           | |
| British Rail APT-E                                                               | APT-E                        | BR en azul y gris invertidos   |        | Exhibición estática                             | Turbina de gas. |
| Locomotora diésel de maniobras Sentinel                                          | H001                         | RMS Locotec en azul            |        | Exhibición estática                             | Cervecería Bass; reconstruida por el CEGB, Haverton Hill.                                                                               |
| Tranvía Wickham                                                                  | 960209                       | BR en marrón                   |        | Exhibición estática                             | |
| Locomotora de maniobras del Ferrocarril del Sur en la Línea Waterloo-City (1898) | 75S                          | L&SWR en salmón                |        | Exhibición estática                             | |

| Clase                  | Número (y nombre en su caso) | Librea                                                      | Imagen | Estado Actual                                     | Notas adicionales                                                                           |
| ---------------------- | ---------------------------- | ----------------------------------------------------------- | ------ | ------------------------------------------------- | ------------------------------------------------------------------------------------------- |
| British Rail Clase 306 | 306017                       | BR en verde con paneles amarillos                           |        | Exhibición estática (a la espera de restauración) | Dos coches en plataforma, el coche restante detrás del taller cubierto por una lona blanca. |
| British Rail Class 142 | 142001                       | Northern sin marcas                                         |        | Operativa                                         |                                                                                             |
| British Rail Clase 414 | 4308                         | Network SouthEast en un lado, BR en azul y gris en el otro. |        | Exhibición estática                               |                                                                                             |
| British Rail Clase 401 | 2090                         | BR en verde                                                 |        | Exhibición estática                               |                                                                                             |

| Clase                                                           | Número (y nombre en su caso) | Librea                | Imagen | Estado Actual | Notas adicionales                                                     |
| --------------------------------------------------------------- | ---------------------------- | --------------------- | ------ | ------------- | --------------------------------------------------------------------- |
| British Railways Mark 1, furgón de frenos compuesto             | 21274                        | BR InterCity          |        |               |                                                                       |
| BR ZZA quitanieves                                              | ADB 965232                   | Network Rail en negro |        |               |                                                                       |
| Furgón de frenos "Queen Mary" del SR                            | B56283                       | BR en marrón          |        |               | Utilizada en el museo para el transporte de pasajeros.                |
| BR vagón tolva de carbón HAA de un tren tiovivo                 | 350000                       | BR en gris            |        |               | Primer vagón HAA producido (prototipo construido en Darlington).      |
| BR vagón tolva de carbón HAA de un tren tiovivo                 | 368459                       |                       |        |               | El último de los 10.702 vagones tolva BR HAA (construido en Shildon). |
| NER quitanieves                                                 | Quitanieves n.º 12           | NER en marrón         |        |               |                                                                       |
| Coche cama Wagons-Lits del Night Ferry                          | 3972                         | CIWL en azul          |        |               |                                                                       |
| Vehículo de mercancías de alta velocidad                        | HSFV1                        | Gris                  |        |               | Base para el chasis de la Clase 142.                                  |
| Coche compuesto del Ferrocarril de Stockton y Darlington (1847) | 59                           | S&DR en marrón        |        |               |                                                                       |
| Coche compuesto del Ferrocarril de Stockton y Darlington (1846) | 31                           | S&DR en marrón        |        |               | Originalmente expuesto en la Estación de Stockton.                    |

|                 |
| LMS Hughes Crab |

|               |
| LNWR Cornwall |

|                       |
| LSWR Clase T3 n.º 563 |